# 野口長宗
野口 長宗（のぐち ながむね、生没年不詳）は、安土桃山時代の武将。淡路国志知城主。通称は孫五郎。

## 略歴
『淡路常磐草』によると、野口則守の孫で菅弘宗の子。また、『昔阿波物語』では長宗は三好実休の子とされる。
野口氏は、淡路十人衆の1人に数えられる有力国衆であり、水軍だった。南北朝期に志知に居住した菅氏の末裔で、後に野口に改称したという。
三原平野西部を拠点とする野口氏は、同平野東部に進出してきた安宅氏と対立したとみられ、天正6年（1578年）12月、長宗は安宅神五郎により志知を追われた。『味地草』所収の古記によると、野口氏と洲本安宅氏は度々合戦を行っており、家老の野口孫作が安宅氏に寝返ったことで志知城が落城したとされる。
この頃、織田氏と毛利氏が敵対関係にあり、安宅神五郎は毛利方に付いていた。淡路を追われた長宗は、織田家臣の羽柴秀吉を頼り、天正8年（1580年）閏3月頃、秀吉が阿波の反三好勢力に対し淡路出兵への協力を求めた際は、長宗が取次を務めた。
天正9年（1581年）11月、羽柴秀吉と池田元助が淡路に侵攻し、岩屋城の菅重勝や洲本城の安宅神五郎が降伏。神五郎は野口領を取り上げられ、長宗は志知城に帰還した。入城に際し、長宗は秀吉から志知城の普請を命じられている。
天正10年（1582年）6月2日に本能寺の変が起きると、それに乗じて菅達長（平右衛門尉）が洲本城を占拠する。6月9日、羽柴秀吉は安宅神五郎にその奪還を命じており、神五郎により淡路の田村氏や長宗が動員されている。
天正12年（1584年）7月、淡路の水軍である安宅神五郎と船越景直が、内陸部の播磨国明石郡押部谷へ転封されたが、長宗はそのまま淡路に留められた。
天正13年（1585年）、秀吉により四国が平定されると（四国平定）、長宗は阿波に置かれた蜂須賀家政の与力とされた。
長宗については伊予に移ったとの話も伝えられ、長男・松太郎長恒、次男・松次郎長延、三男・松三郎恒宗の3子が伊予で生まれたとされる。